# Bastogne
Bastogne (nizozemsky Bastenaken, německy Bastenach, lucembursky Baaschtnech) je frankofonní město v Belgii. Nachází se v Ardenách a je správním centrem jednoho z arrondissementů provincie Lucemburk ve Valonském regionu.
Obec Bastogne zahrnuje kromě vlastního města Bastogne ještě bývalé obce Longvilly, Noville, Villers-la-Bonne-Eau a Wardin. V roce 2015 měla obec 15 127 obyvatel a její rozloha činí 172,03 km². Bastogne leží na slavné cyklistické trase Lutych-Bastogne-Lutych.

## Historie
Oblast Bastogne byla původně obydlena galským kmenem Treverů a později osídlena Římany.
Název Bastogne byl poprvé zmíněn až roku 634, když diákon Grimon, místní lenní pán, postoupil toto území opatství sv. Maximina blízko Trevíru.
O století později oblast připadla nedalekému opatství Prüm.
Další zmínka o městě Bastogne a jeho tržišti pochází z dokumentu z roku 887.
Ve 13. století v Bastogne nechal razit mince římský císař a lucemburský hrabě Jindřich VII. Lucemburský.
Jeho syn Jan Lucemburský městu udělil roku 1332 městskou listinu a nechal vybudovat hradby, z nichž část (Porte de Trèves) se zachovala dodnes.
Město ekonomicky prosperovalo, zejména díky vyhlášeným trhům s dobytkem a se zemědělskými produkty.
Díky hradbám se městu podařilo odrazit útok Nizozemců roku 1602.
Roku 1688 byly hradby zbořeny na nařízení krále Ludvíka XIV.
19. století, kdy došlo k osamostatnění Belgie, bylo pro město příznivým obdobím, protože jeho lesnické výrobky a dobytčí trhy získaly na proslulosti v zahraničí.
Bylo vybudováno několik železnic, které spojovaly Bastogne s okolními městy.
Příznivý vývoj však skončil za německé okupace během první světové války.
Město bylo okupováno Němci i za druhé světové války a během bitvy v Ardenách od prosince 1944 do ledna 1945 zde došlo ke krvavým bojům, při nichž bylo město zcela zničeno, 25 000 lidí zemřelo a dalších více než 50 000 lidí nebylo nikdy nalezeno (viz Obléhání Bastogne).

## Zajímavosti
- Porte de Trèves, část hradeb, které nechal vybudovat Jan Lucemburský ve 14. století, existuje dodnes.
- Románská věž kostela sv. Martina a jeho křtitelnice rovněž pocházejí ze středověku.
- Památník Mardasson byl postaven v Bastogne na počest památky 76 890 amerických vojáků, kteří padli nebo byli zraněni v bitvě v Ardenách. Bitvu připomíná také muzeum Bastogne Historical Centre, kde jsou uloženy mimo jiné uniformy a zbraně. Promítá se zde přibližně 30minutový dokumentární film, sestavený ze záběrů z bitvy.
- Památníky osobností bitvy v Ardenách (generála McAuliffea, generála Pattona a dalších) byly vztyčeny ve městě.

## Fotografie

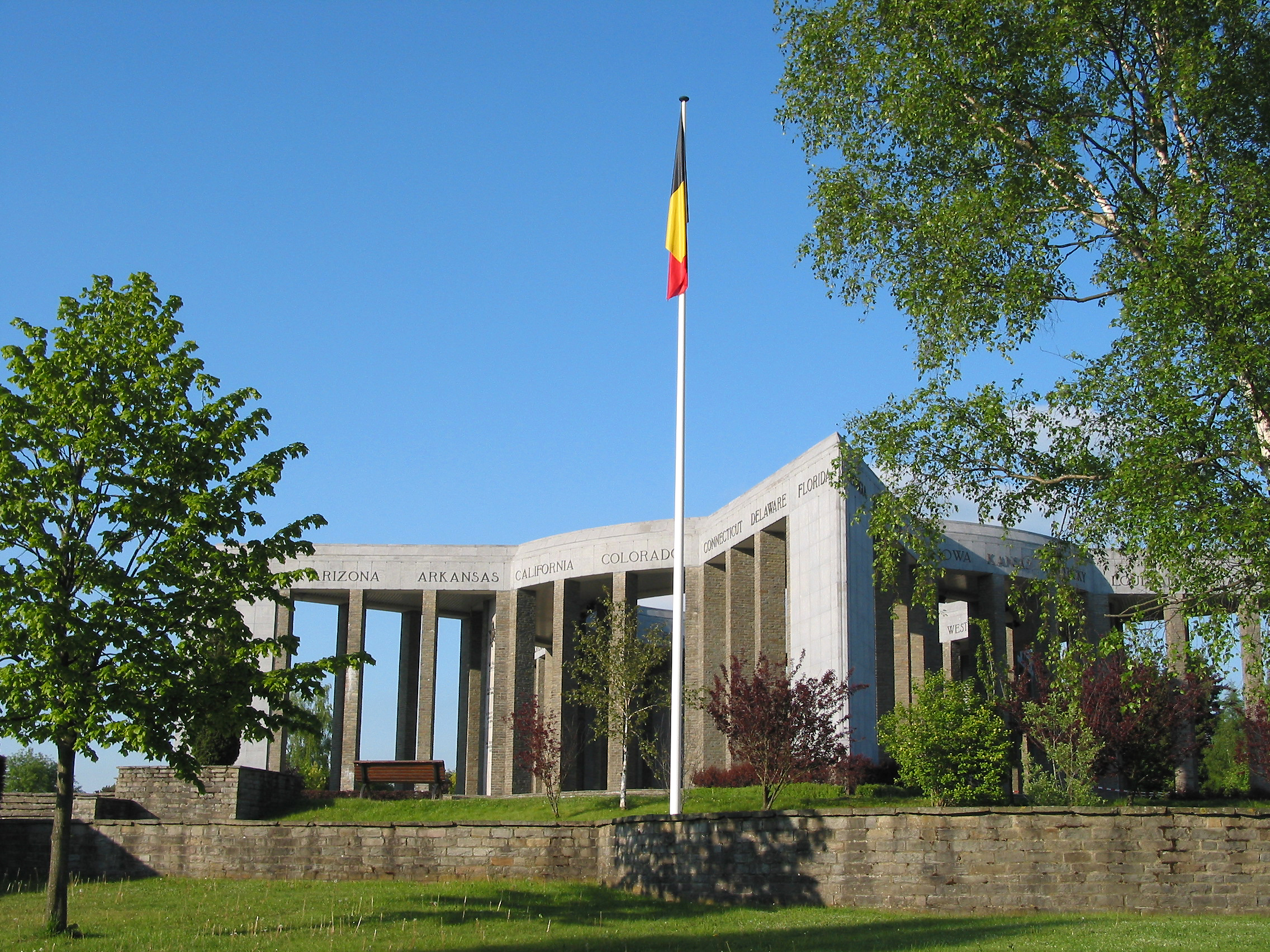
Památník Mardasson
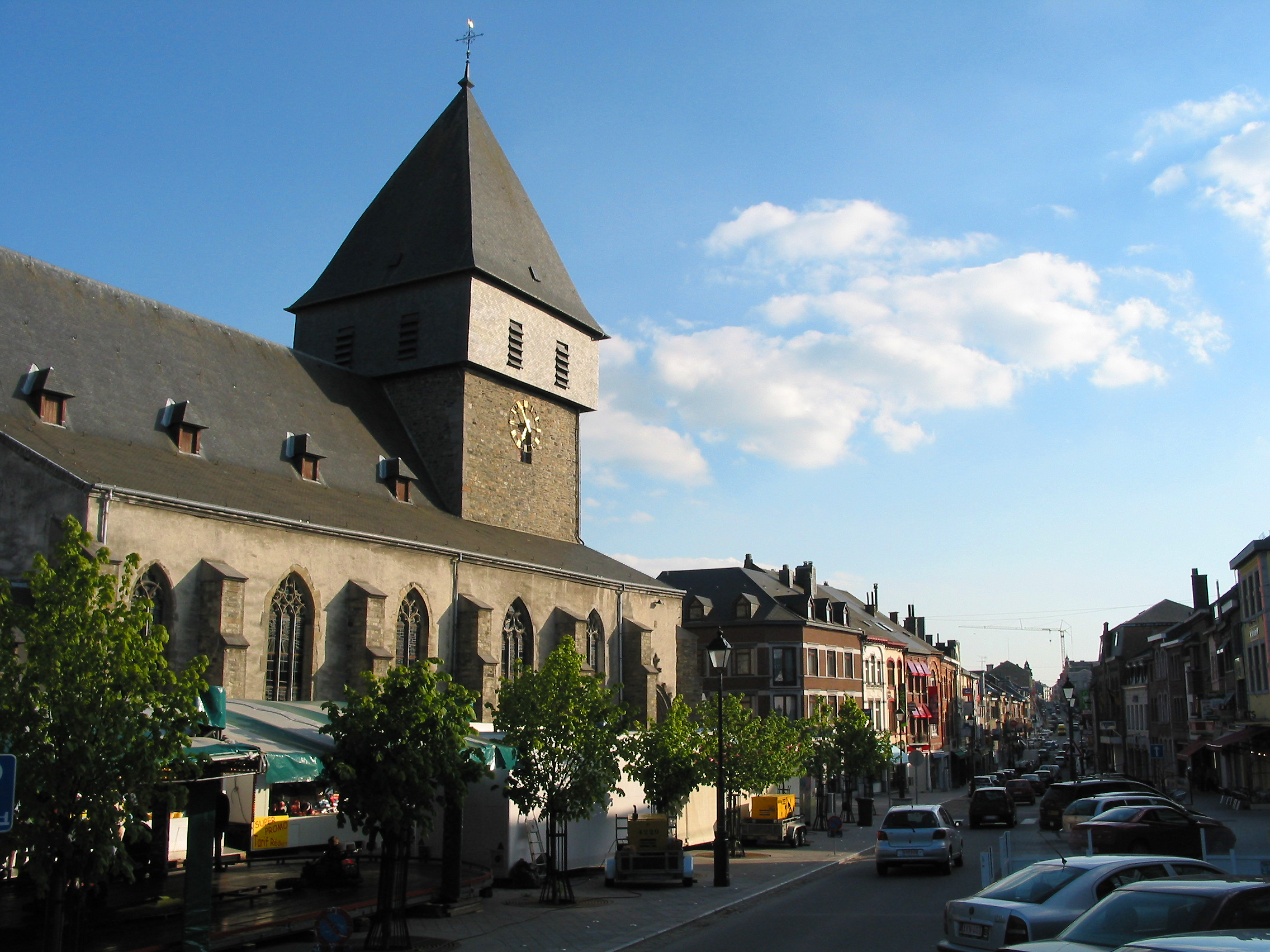
Kostel sv. Petra
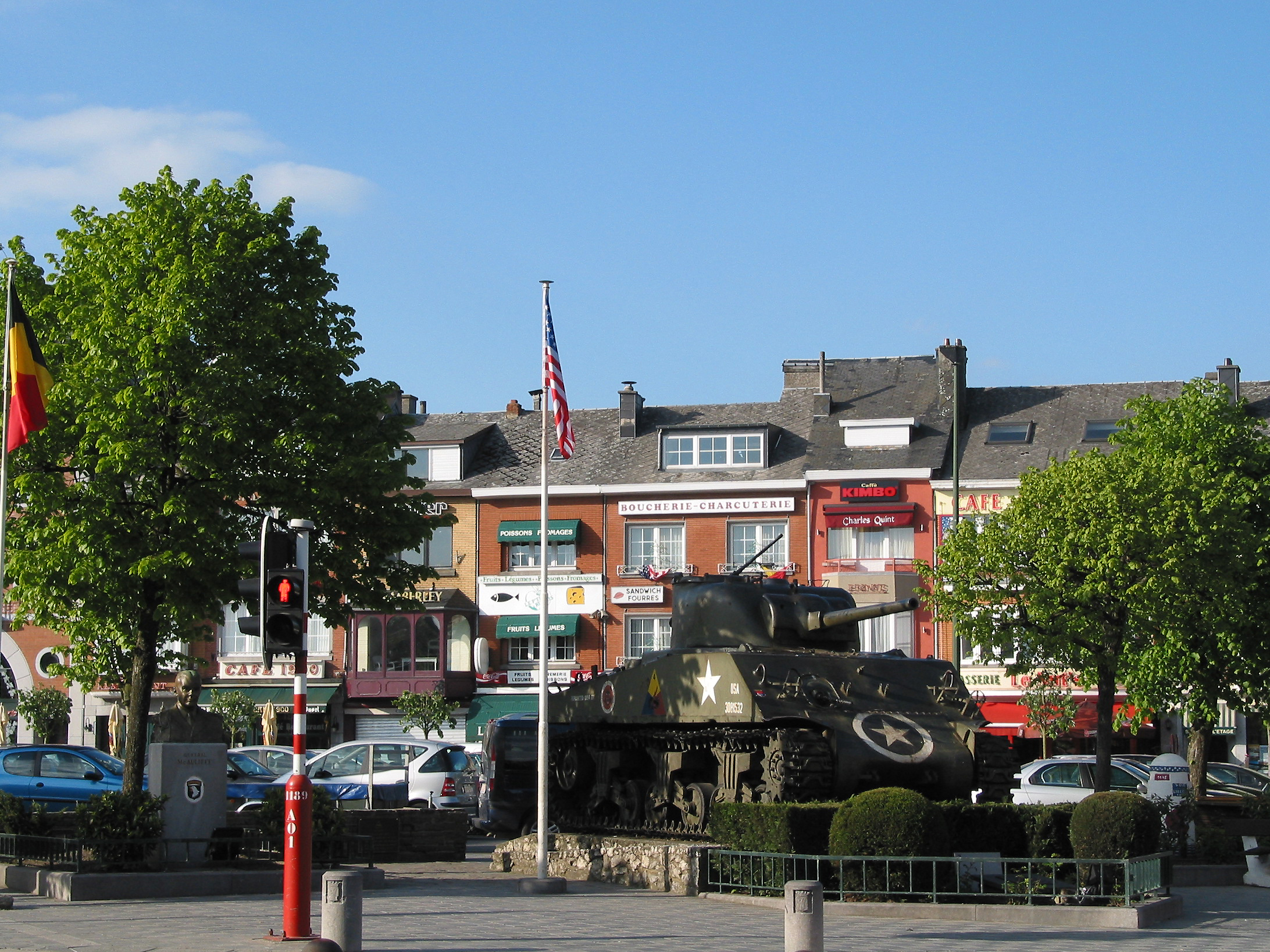
Náměstí generála McAuliffe